# Emil Reinecke

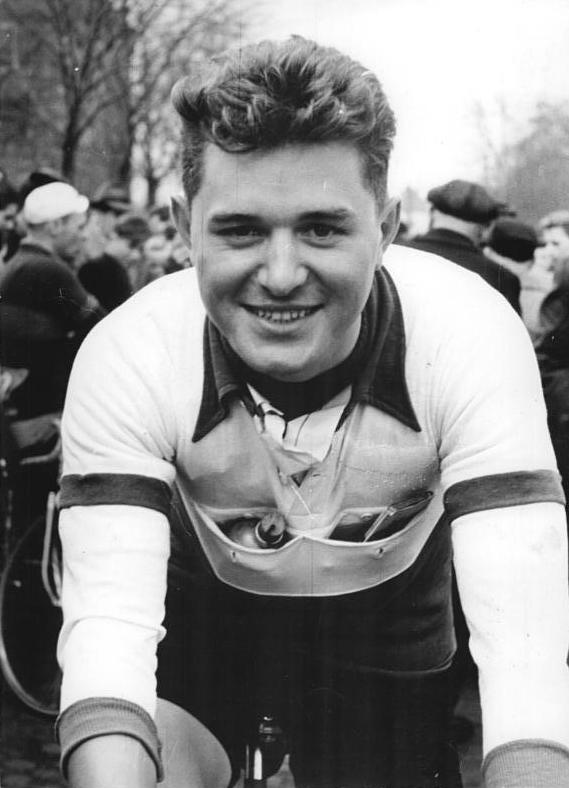
Emil Reinecke (1955)

Emil Reinecke (* 26. April 1933 in Einbeck; † 4. Mai 2011 in Delmenhorst) war ein deutscher Radrennfahrer. Er startete sowohl in der Bundesrepublik als auch in der DDR.

## Sportliche Laufbahn
Emil Reinecke begann seine Radsportkarriere beim Einbecker Radsportverein von 1911 und erreichte als 21-jähriger Amateur seine ersten nennenswerten Erfolge, so bei Rund um die Heidemann-Werke 1951. Er wurde 1954 erster Deutscher Meister im Querfeldein-Rennen und gewann das Eintages-Straßenrennen Bochum-Münster-Bochum. Mit seinem Partner Werner Löw wurde er Dritter bei den Deutschen Meisterschaften im Teamzeitfahren. Der Bund Deutscher Radfahrer entsandte Reinecke im selben Jahr zu den Querfeldein-Weltmeisterschaften, wo er Platz 26 belegte. Bei den UCI-Straßen-Weltmeisterschaften der Amateure war er 1953 und 1954 (ausgeschieden) am Start.
Anfang Februar 1955 wechselte er in die DDR. Er gab dafür finanzielle Gründe und bessere Trainingsmöglichkeiten an. Bereits am 9. Februar bestritt er sein erstes Rennen im Trikot des SC DHfK Leipzig, ein Verfolgungsmatch auf der Bahn der Werner-Seelenbinder-Halle in Berlin. Reinecke erhielt einen Studienplatz an der Leipziger Deutschen Hochschule für Körperkultur (DHfK) und qualifizierte sich als Fahrer des SC DHfK für die Dreiländer-Etappenfahrt Internationale Friedensfahrt 1955. Als Viertbester der DDR-Nationalmannschaft belegte er den 20. Platz in der Gesamtwertung. Am 25. Mai 1955 erhielt er die Ehrennadel der Sportvereinigung Wissenschaft in Gold und wurde als „Meister des Sports“ ausgezeichnet.
Der Titel „Meister des Sports“ wurde Reinecke wieder aberkannt, als er Anfang 1956 in die Bundesrepublik zurückkehrte. Mit einem Vertrag beim Radsportteam Express wechselte er ins Berufsfahrerlager. Sein erster Start bei einem bedeutenden Profirennen, dem Eintagesklassiker Mailand–Sanremo, endete am 19. März 1956 mit dem 85. Platz. Bei den Straßenweltmeisterschaften desselben Jahres kam er auf den 23. Platz. Zweimal konnte sich Reinecke bei der Tour de Suisse platzieren, 1957 wurde er 23., 1958 37. 1960 gehörte er neben Hennes Junkermann zum Aufgebot des Torpedo-Rennstalls für die Tour de France und landete auf dem 56. Platz. 1960 siegte er im Großen Preis Veith. 
Neben seinen Straßensportaktivitäten startete Reinecke bei 18 Sechstagerennen, mehrere davon mit Junkermann. Ihr größter Erfolg war ein dritter Platz beim Sechstagerennen in Dortmund. 

## Berufliches
Nach Beendigung seiner Laufbahn als Profi-Rennfahrer wurde Reinecke Mitarbeiter der Firma Continental AG.